# إد لانج (لاعب كرة قدم أمريكية)
إد لانج (بالإنجليزية: Ed Lange)‏ هو لاعب كرة قدم أمريكية أمريكي، (و. 1887  م).